# 라디카 나그팔
라디카 나그팔(펀자브어: Radhika Nagpal)은 미국의 컴퓨터 과학자이다. 암리차르 출신의 인도계 미국인으로, 현재 하버드 대학교 공학·응용과학 대학원(Engineering and Applied Sciences)과 생체모방공학 위스 연구소 소속이다.
나그팔 교수는 동료 연구진과 함께 협력 행동을 하는 로봇 무리 '킬로봇'을 개발하였으며, 이 내용을 《사이언스》지 8월 15일자에 실었다. 킬로봇은 1000을 뜻하는 '킬로'와 로봇의 합성어이며, 2개의 진동 모터와 적외선 송수신기를 장착한 초소형 로봇이다. 1000여 개의 로봇들이 동시에 집단적으로 움직이며 자가적으로 무리를 지어 움직인다. 나그팔 교수는 이를 개미와 꿀벌의 움직임에서 착안했다고 한다. 킬로봇은 향후 집단 인공지능과 나노기술의 개발에 중요한 역할을 할 것으로 평가된다.
라디카 나그팔은 위의 킬로봇 개발의 공로로 2014년 《네이처》지에서 선정한 올해의 과학 인물 10인 중 3위에 올랐다. 참고로 이 명단에는 나그팔 이외에 로제타를 개발한 안드레아 이코마조, 필즈상 수상자 마리암 미르자하니, 인도의 화성 탐사를 이끈 코필릴 라다크리슈난 등의 이름도 올라 있다.

## 읽을거리
- 스스로 조직화하는 천여 대의 자율 로봇
- 미니 로봇 군단? 킬로봇